# Bettna
Bettna – miejscowość (tätort) w Szwecji, w regionie administracyjnym (län) Södermanland (gmina Flen).
W 2015 roku Bettna liczyła 366 mieszkańców.

## Położenie
Położona w prowincji historycznej (landskap) Södermanland, ok. 30 km na północny zachód od Nyköping przy linii kolejowej Eskilstuna – Oxelösund (jeden z trzech  odcinków linii Sala – Oxelösund). Na południe od miejscowości przebiega droga krajowa nr 52 (Riksväg 52; Nyköping – Katrineholm – Kumla).

## Demografia
Liczba ludności tätortu Bettna w latach 1960–2015:

## Osoby związane z miejscowością
- Nils Dardel, urodzony w Bettna w 1888 roku